# 五反田

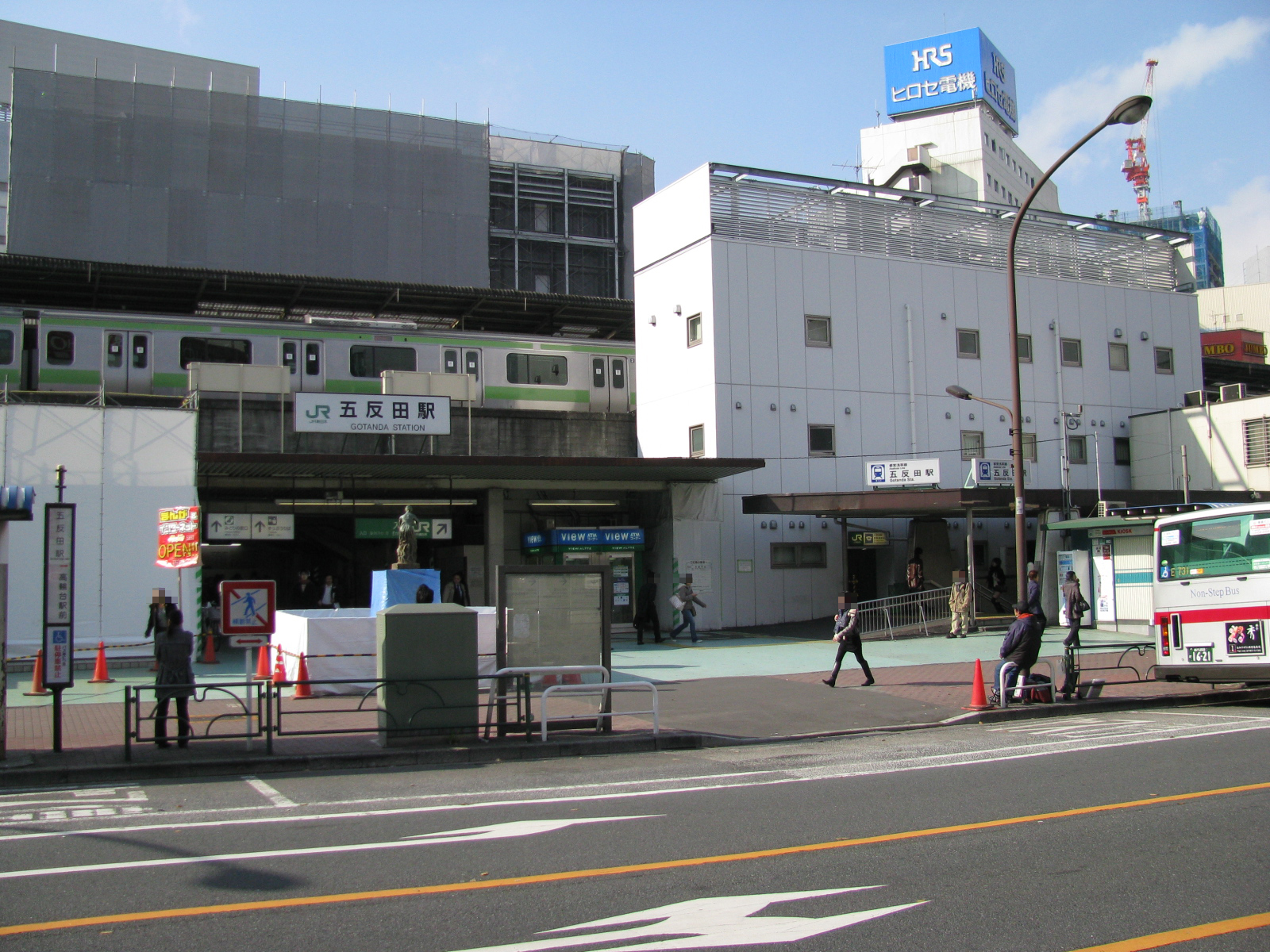
JR五反田駅

五反田（ごたんだ）は、東京都品川区北部に位置する副都心。五反田駅周辺一帯の通称である。
ITベンチャー企業を中心としたオフィス街、商業施設が集う繁華街、ラブホテル街や性風俗街からなる歓楽街として栄え、都市再開発によるタワーマンション群、高級住宅街の池田山などもあり東京23区南部の中心地となっている。町名では、西五反田および東五反田。
五反田駅とその周辺については「五反田駅」を参照

## 概要

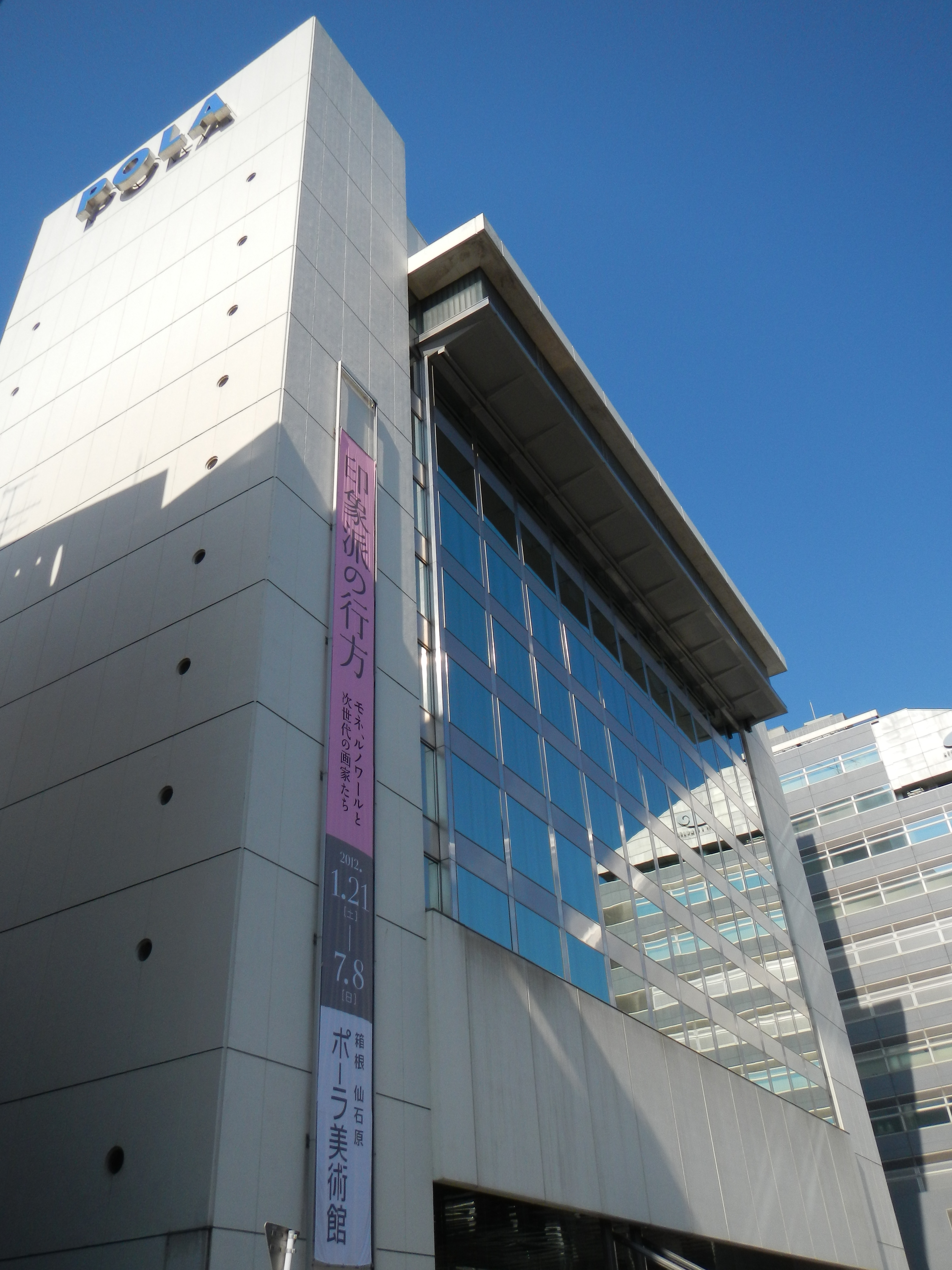
ポーラ本社

五反田駅周辺から西方面は主にオフィス街・繁華街であり、事業所や飲食店が密集している。ポーラ、TOC、学研ホールディングス（旧・学習研究社）、NTTなどの大手企業本社も複数存在する。かつてはソニー本社（現在は御殿山テクノロジーセンター）の最寄り駅であったため、「ソニー村の玄関口」としても知られていた。2010年代にはIT・フィンテックなどのベンチャー企業が集積し、「五反田バレー」と呼ばれることもある。
都市銀行の支店が全て五反田駅周辺に揃っており、大崎郵便局、シティバンクや城南信用金庫（信用金庫中の預金量・貸出金量第2位）本店も立地している事から、金融需要のある街と言える。また、東五反田二丁目付近は近年、再開発地区として注目されており、大崎周辺と共に大崎副都心を形成している。
駅東口に近い東五反田一丁目は、飲食店のほかに風俗店やラブホテルが集まる歓楽街（五反田有楽街）である。その周囲には通称「島津山」「池田山」「御殿山」（住所表記上は北品川）と呼ばれる高級住宅街が広がっている。そのうち東五反田三丁目・五丁目を中心として由緒ある武家屋敷跡の邸宅街、外国大使館、大学、大規模病院などがある。駅から離れると緑地の多いエリアが広がっており、これにより都心から港区まで続く市街地が分断されている。
2008年春には東急電鉄とJR東日本が五反田駅に直結した複合商業施設を相次いで開業し、都市再開発（東五反田二丁目計画・御殿山プロジェクト）に伴い、超高層マンションや低層オフィスなどが現在も急ピッチで計画・整備がされており、ここ数年で駅周辺・街全体が大きく変貌している。
五反田駅の西側地域（西五反田）は桜田通り（国道1号）、八ツ山通り沿いを中心として主にオフィス街・繁華街であり、駅から離れたTOCビル周辺の西五反田七丁目・八丁目まで広い範囲で続いている。また、首都高速2号目黒線を超えた桐ヶ谷・東急不動前駅の周辺は主に住宅街である。東西に走る目黒川は桜の名所でもあり、春には多くの花見客で賑わう。
2019年（令和元年）10月1日、東京都は五反田一帯（西五反田一丁目から二丁目、東五反田一丁目から二丁目）を暴力団排除条例に基づき暴力団排除特別強化地域に指定。地域内で、みかじめ料のやりとりや便宜供与などが禁止され、違反者は支払った側であっても懲役1年以下または罰金50万円以下の罰則が科されることとなった。

## 地名の由来
江戸時代に「五たんだ」として出現した地名。目黒川の谷がほぼ東西に流れ、その谷周辺の水田が一区画が5反（約5000m2）あったために名づけられたと思われる。五反田は大崎村の小字であり周辺でしか知られていない地名であったが、1911年に山手線の五反田駅が開業し、星一が大規模な製薬工場（星製薬）を建設したことで知られるようになった。

## 交通
- 鉄道
  - 五反田駅 - JR山手線、東急池上線、都営地下鉄浅草線
  - 大崎広小路駅[4] - 東急池上線
  - 不動前駅 - 東急目黒線
- 道路
  - 国道1号（桜田通り・第二京浜）
    - 道路標識において「五反田」はチェックポイントとして表示されている。

  - 東京都道317号環状六号線（山手通り）
    - 大崎広小路交差点から新八ツ山橋交差点まで通じる支線は通称「八ツ山通り」。1947年から2007年まで沿道にソニー本社が存在していた[5] ことから「ソニー通り」とも呼ばれている。

  - 首都高速中央環状品川線
    - 山手通りの地下を走る。五反田出入口と排気塔が設置されている。

## 主な施設

### 東五反田
- 五反田駅
- 五反田東急スクエア （旧・東急五反田ビル）
- アトレ五反田1（旧・アトレヴィ五反田）・2
- 南部古書会館
- NTT東日本関東病院
- 池田山公園
- 五反田ふれあい水辺広場（さくらテラス五反田）
- イマジカ本社
- インドネシア大使館
- 北マケドニア大使館
- ベラルーシ大使館
- ブラジル総領事館
- ペルー総領事館
- 品川区立日野学園
- 清泉女子大学
- 電波新聞社本社
- 東京医療保健大学
- ねむの木の庭（上皇后美智子の生家跡）
- ライフ東五反田店

### 西五反田
- 東急目黒線不動前駅
- DNP五反田ビル （2006年10月オープン、地上25階建て、高さ118mの五反田最大級のオフィスビル）
- TOCビル
  - テーオーシー本社
- ホテルマイステイズ五反田駅前（旧 東興ホテル）
- アライドテレシスホールディングス本社
- 学研ホールディングス本社
- 桐ヶ谷斎場
- 城南信用金庫本店
- タキゲン製造本社
- 東京日産自動車販売本社
- 大崎郵便局
- ブックオフ西五反田店
- NTTデータビジネスシステムズ本社
- ホテルルートイン五反田
- ポーラ本社
- アイオス五反田駅前
- ザ・森東本社